# Barhatta Upazila
Barhatta Upazila är ett underdistrikt i Bangladesh. Det ligger i den nordöstra delen av landet, 140 kilometer norr om huvudstaden Dhaka.
Trakten runt Barhatta Upazila består till största delen av jordbruksmark. Runt Barhatta Upazila är det tätbefolkat, med 790 invånare per kvadratkilometer.